# Slurpee

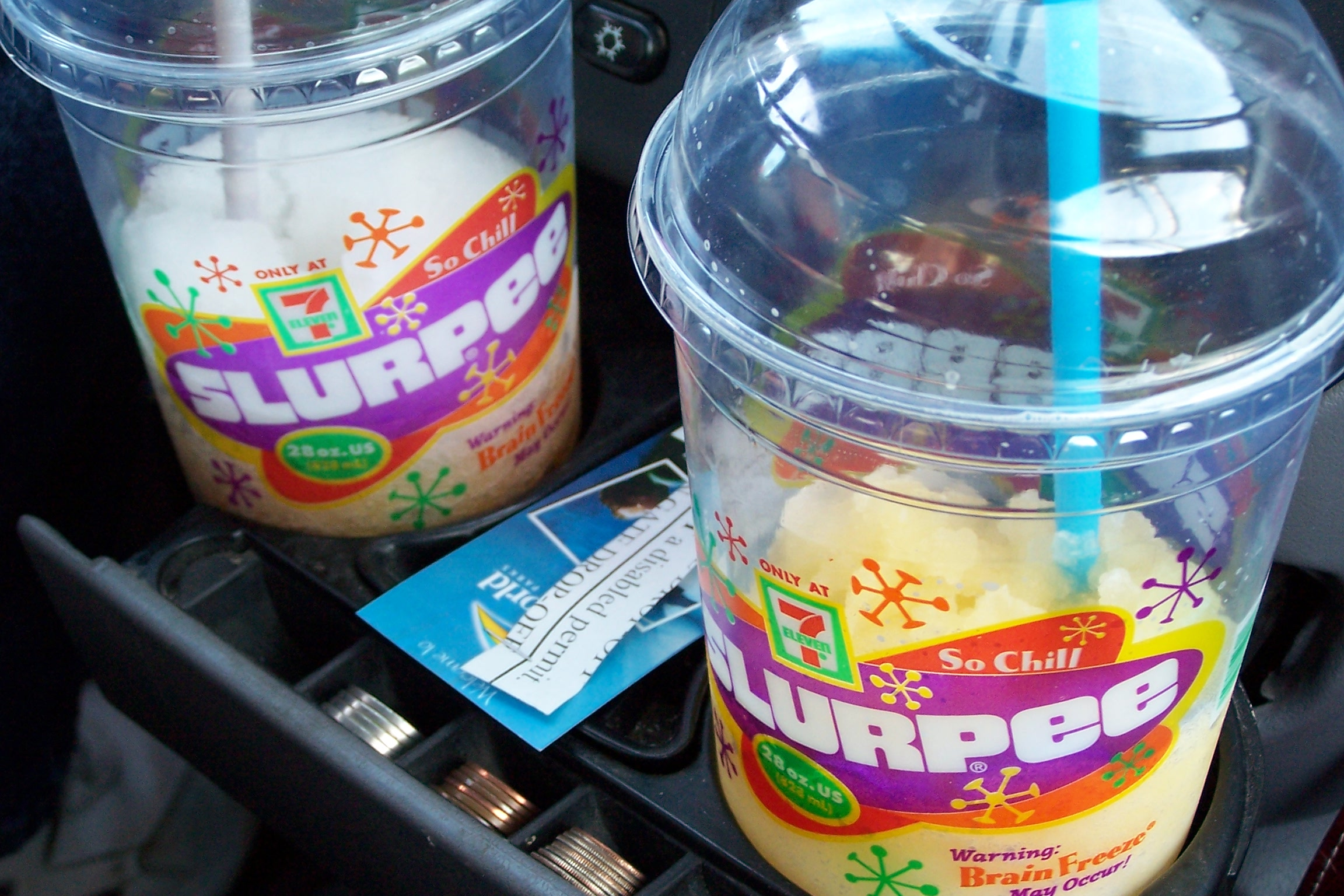
Slurpees.

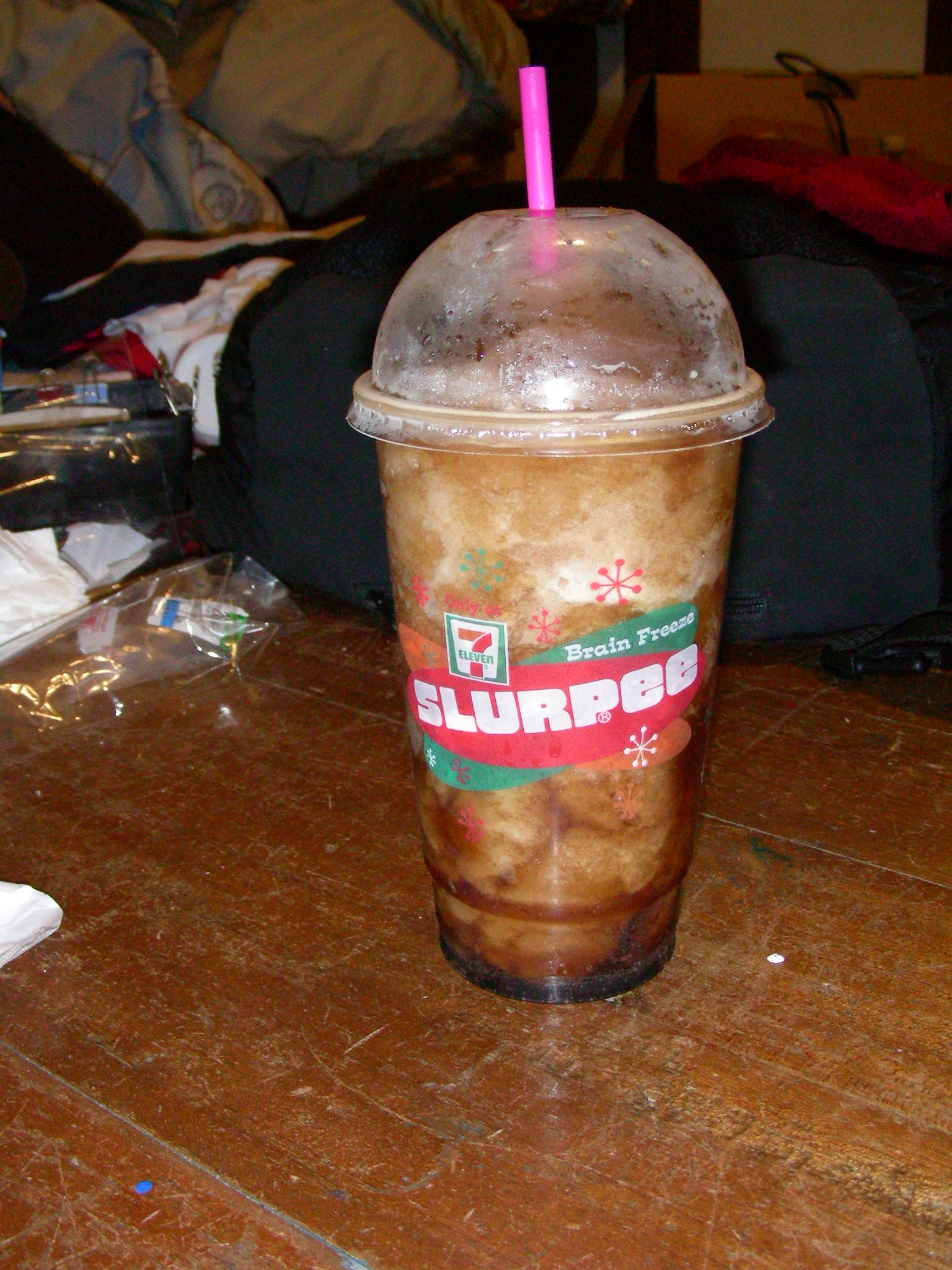
En "brain freeze"-slurpee.

Slurpee är en halvfryst kolsyrad läskedryck som säljs framförallt på 7-Eleven. Den liknar en blandning av slät snö och vanlig läskedryck. Den skapas genom att vatten, kolsyra och smakkoncentrat kombineras med hjälp av automatiska blandningsmaskiner. Slutprodukten har ungefär dubbel volym mot de ursprungliga ingredienserna och kan drickas med sugrör. Bland de företag som tillverkar koncentratet till maskinerna finns Coca-Cola och Pepsi.
Slurpee kom till 1965 när en trasig läskedrycksmaskin i Kansas fixades till med hjälp av en luftkonditionerare från en bil. I Kanada lanserades Slurpee 1969.
Slurpee såldes i Sverige under några år i början av 1980-talet, men försvann sedan. Däremot kan man köpa Slush Puppie som liknar Slurpeen i konsistens. Slush Puppie brukar ofta säljas på nöjesparker och marknader.